# Мичина
Мичина (бур. မြစ်ကြီးနားမြို့) је главни град мјанмарске државе Качин. Налази се на северу земље, 1480 km северно од Рангуна и 785 km од Мандалеја. 
Мичина лежи на десној обали реке Иравади која настаје четрдесетак километара узводно спајањем две реке: Нмаи и Мали. У граду се налази најсевернија речна лука и железничка станица у Мјанмару. Од давних времена овде је било важно место за трговинску размену Бурме и Кине. 
Мичина има око 150.000 становника и у њој постоји универзитет. Становништво је мешавина Качина, Шана, Бамараца, Кинеза и Индуса. Будизам је доминантна религија.